# Mitrofànovka (Vorónej)
|  | Per a altres significats, vegeu «Mitrofànovka». |

Mitrofànovka (en rus: Митрофановка) és un poble (un possiólok) de l'óblast de Vorónej, a Rússia, segons el cens del 2010 tenia 53 habitants.